# Stolen Hours
Stolen Hours (bra: Horas Roubadas) é um filme britânico-estadunidense de 1963, do gênero drama, dirigido por Daniel Petrie, estrelado por Susan Hayward, e coestrelado por Michael Craig, Diane Baker e Edward Judd. O roteiro de Jessamyn West e Joseph Hayes foi baseado na peça teatral "Dark Victory" (1934), de George Emerson Brewer, Jr. e Bertram Bloch. O filme foi distribuído nos Estados Unidos como Summer Flight.
A trama retrata a história de uma socialite que descobre ter um tumor cerebral e se apaixona por seu doutor.
O filme é uma refilmagem de "Dark Victory" (1939), estrelado por Bette Davis. A época do filme foi modificada para dias mais atuais e a locação foi alterada para a Inglaterra. A produção foi filmada nos estúdios Shepperton e em locações ao redor da Grã-Bretanha, inclusive em Fowey, na Cornualha.

## Sinopse
Laura Pember (Susan Hayward), uma socialite neurótica e desajustada, vive seus dias com grande normalidade enquanto ignora suas vertigens repentinas e sua visão turva. Após cair e preocupar as pessoas ao seu redor, ela é obrigada por sua amiga Ellen (Diane Baker) a ir a uma consulta médica com o Dr. Eric McKenzie (Paul Rogers) para fazer exames referentes aos sintomas que vem sentindo. McKenzie, ao perceber a gravidade da condição de Laura, a encaminha para o Dr. John Carmody (Michael Craig), que a diagnostica com um glioma cerebral e informa que, por causa do tumor, ela tem apenas mais um ano de vida. Em meio às desventuras dos acontecimentos, Laura se apaixona por Carmody e luta para transformar toda a sua vida antes de morrer.

## Elenco
- Susan Hayward como Laura Pember
- Michael Craig como Dr. John Carmody
- Diane Baker como Ellen
- Edward Judd como Mike Bannerman
- Paul Rogers como Dr. Eric McKenzie
- Robert Bacon como Peter
- Paul Stassino como Dalporto
- Jerry Desmonde como Coronel
- Ellen McIntosh como Srta. Kendall
- Gwen Nelson como Irmã do Hospital
- Peter Madden como Reynolds
- Joan Young como Sra. Lambert
- Joan Newell como Sra. Hewitt
- Chet Baker como Ele mesmo